# 響 (ウイスキー)
響（ひびき）は、サントリー（二代目、旧・サントリースピリッツ/サントリービール/サントリー酒類〈二代目〉ほか）が製造・販売する純国産ブレンデッド・ウイスキー（日本洋酒酒造組合の定めるジャパニーズ・ウイスキーの表示基準に合致した商品）。

## 概要
1989年にサントリー（現・サントリーホールディングス）から「響17年」が発売開始された。これは同社の創業90周年のために作られただけでなく、国産のブレンデッド・ウイスキーの中では最高峰に位置付けられている。ブラームス作曲の「交響曲第1番」の第4楽章をイメージして作られ、長熟モルト原酒30種以上、長熟グレーン原酒数種をブレンドしている。
ラベルの「響」の字は荻野丹雪の揮毫である。
酒齢のある「響12年」「響17年」「響21年」「響30年」の各銘柄と酒齢のない「響ジャパニーズハーモニー」「響ブレンダースチョイス」などがある。酒齢の長いものは700mlで数万円を超える価格で取引されることもある。

## 受賞歴
- 2004年
  - 響21年
    - インターナショナル・スピリッツ・チャレンジ (ISC) 金賞受賞[4]

  - 響30年
    - ISC トロフィー (最高賞) 受賞[5]
- 2005年
  - 響17年
    - サンフランシスコ・ワールド・スピリッツ・コンペティション (SWSC) 金賞受賞[4]

  - 響21年
    - ISC 金賞受賞[4]
- 2006年
  - 響21年
    - ISC 金賞受賞[4]

  - 響30年
    - ISC トロフィー (最高賞) 受賞[5][4]
- 2007年
  - 響17年
    - インターナショナル ワイン アンド スピリッツ コンペティション (IWSC)  金賞受賞[4]

  - 響30年
    - ワールド・ウイスキー・アワード (WWA) ワールド・ベスト・ブレンデッドウイスキー受賞[4]
    - IWSC 金賞受賞[4]
    - ISC トロフィー (最高賞) 受賞[5][4]
- 2008年
  - 響30年
    - ISC 「ウイスキー　オブ　ザ　ワールド」部門最高賞「トロフィー」受賞[4]
    - WWA ワールド・ベスト・ブレンデッドウイスキー受賞[4]
- 2009年
  - 響17年
    - ISC 金賞受賞[4]
- 2010年
  - 響12年
    - インターナショナル ワイン アンド スピリッツ コンペティション 金賞受賞[4]
    - インターナショナル・スピリッツ・チャレンジ 金賞受賞[4]

  - 響 21年
    - ワールド・ウイスキー・アワード ブレンデッド部門 最高賞[6][4]
    - インターナショナル ワイン アンド スピリッツ コンペティション 金賞受賞[4]
    - インターナショナル・スピリッツ・チャレンジ 金賞受賞[4]

## ラインナップ

### 現行品
- 響ジャパニーズハーモニー（略称JH） - ハーモニーシリーズの第3弾。2015年3月10日に発売されたシリーズ初のノンエイジタイプの商品。使用原酒の酒齢は平均10年とされ、今後は「同12年」に替わるエントリー商品となる。このほか、免税店専売の「響ジャパニーズハーモニー マスターズセレクト」も存在する。700ml ・43度。
- 響ブレンダーズチョイス（略称BC） - 2018年9月4日に発売されたプレミアム・ノンエイジタイプの商品。ワインカスク熟成原酒が使用されており、ノンエイジでありながら使用原酒の酒齢は平均15年とされている。今後は「同17年」に替わる主力商品となる。ただし国内業務市場専売商品のため一般の酒販ルートには流通せず、それ故に一般消費者は購入できない（ただしオンラインショップを通した場合は購入可能）。
- 響21年 - 山崎ホワイトオーク・ミズナラ・シェリー樽原酒を中心に酒齢21年以上のモルト・及び酒齢21年以上の知多グレーン数種類を厳選してブレンド。2016年（平成28年）5月26日から5月27日にかけて開催された第42回先進国首脳会議（伊勢志摩サミット）にて提供された[7]。700ml・43度。
- 響30年 - 山崎ホワイトオークを中心に酒齢 30年以上のモルト・グレーンを厳選したフラッグシップ商品。年間2000本程度の限定品で、唯一カガミクリスタル製の30面クリスタルボトルに入れられている。価格は396,500円。[8]

### 終売品および限定品
- 響12年 - 酒齢12年以上のモルト原酒とグレーン原酒数種類に加え梅酒を貯蔵した樽で熟成させた「梅酒樽熟成モルト」や30年超の超長期熟成モルトをブレンド。2015年2月を以って販売終了。
- 響17年 - ラインナップの中では最初に発売。酒齢17年以上(平均19年)のミズナラ樽を中心に30種類以上のモルトと数種類のグレーンをブレンドして後熟。近年のウイスキーブームの影響で生産数量と実際の需要が見合わなくなり、熟成させた原酒が不足して製造が困難になった理由のため2018年7月末で出荷を終了し、同年9月を以って販売終了となった。
- 響50.5(ごーまるご) - 響17年と同様に酒齢17年以上のモルト・グレーン原酒をブレンド、後熟した後、冷却濾過及び加水をせず、ラベル通りアルコール度数50.5度で樽出し(厳密にはアルコール度数50.0%以上~50.9%未満と表記)された商品。響シリーズでは唯一、24面のデキャンタではなくマッカランのような細長いボトルに詰められた。2009年に生産終了。
- 響35年 - インターネット限定販売。人間国宝の十四代酒井田柿右衛門が作った器に特別にブレンドした35年以上の原酒をブレンドした特別限定品。価格は100万円と響の中では当時最高額商品でもあったが、現在は販売終了。
- 響ディープハーモニー（略称DH） - ハーモニーシリーズの第1弾で、響としては初めてBAR業店向けの限定商品。響17年をベースに赤ワインの空樽で十分に熟成された「白州モルト」原酒に加えてシェリー樽で超長期熟成された「知多グレーン」原酒をブレンドされた商品。前述どおりにBAR業店向けの商品ではあるが、酒屋に在庫があれば個人でも購入が可能だった。
- 響メロウハーモニー（略称MH） - 2013年11月発売。ハーモニーシリーズの第2弾。限定商品ではあるが「ディープハーモニー」と異なり、導入当初から個人でも購入可能となった。響17年をベースに30年を超える超長期熟成の「山崎モルト原酒」や「知多グレーン原酒」がブレンドされた商品。
- 響ブロッサムハーモニー（略称BH） - 2021年より毎年発売している、ノンエイジタイプの商品にして数量限定の贈答専用商品。「響」の主な構成原酒をベースに、ブランド初となる桜樽で後熟させた「桜樽フィニッシュ原酒」をブレンドした。年度ごとにカートンやラベルデザイン（モチーフ）が異なる。[9]。
- 響サントリーウイスキー100周年 - サントリーウイスキーの生産開始100周年を記念し、2023年12月5日より発売。当初はBARなど料飲店限定だったが、サントリー公式で2024年12月23日から2025年1月7日にかけて一般にも抽選販売を実施した。酒齢17年以上の原酒を厳選し、30年以上の山崎ミズナラ樽原酒も含まれる。最高酒齢は38年。ボトルにはカリグラフを施し、自然への敬愛、幸せへの願いが込められた吉祥文様が描かれている。ラベルには越前和紙を使用し、ウイスキーの琥珀色が透けて見えるようにした。価格は50,000円[10]
- 響21年Anniversary Edition  - 2023年に海外限定で発売した特別な響21年。日本の伝統に敬意を表し、通常商品と異なり、ミズナラ樽原酒をキーモルトに採用。[11]
- 響40年 - 2025年5月27日発売予定のインターネット限定抽選販売商品。生産本数は日本国内では100本限定、海外向けも含めても数百本程度。1978年蒸溜の山崎ホワイトオーク樽原酒や1983年蒸溜の山崎ミズナラ樽原酒、1981年蒸溜の白州ライトピート原酒、1979年蒸溜の知多グレーン原酒など40年以上熟成された原酒を厳選してブレンド。デキャンタはクリスタルボトルに日本の伝統工芸である蒔絵を施してある。外箱には12種類の木材を使用した12面体の専用ケースが使われている。価格は響ブランドでは2025年現在最高額となる400万円。[12]